# قلقلکم بده
قلقلکم بده  (انگلیسی: Tickle Me 1965) یک فیلم موزیکال ۹۱ دقیقه‌ای آمریکایی به کارگردانی نورمن تاروگ و با بازی الویس پرسلی، جولی آدامز، جاسلین لین است که در سال ۱۹۶۵ منتشر شد.

## خلاصه داستان
"لونی بیل" الویس پریسلی سوارکاری است که تلاش می کند تا شروع دوباره فصل سوارکاری شغلی به‌دست آورد. او به شهر دیگری سفر می کند تا به توصیه دوست خود در مزرعه ای کار کند اما او را نمی تواند پیدا کند. صاحب مزرعه،"ورا ردفورد" او را به عنوان مسئول اصطبل استخدام می کند ...

## بازیگران اصلی
- الویس پرسلی
- جولی آدامز
- جاسلین لین
- جک مولانی